# Hohengandern
Hohengandern település Németországban, azon belül Türingiában. Lakosainak száma 585 fő (2023. december 31.).

## Népesség
A település népességének változása:
| Lakosok száma | 578  | 596  | 577  | 608  | 585  |
|               | 2017 | 2019 | 2021 | 2022 | 2023 |